# Cộng hòa Batavia
Cộng hòa Batavia (tiếng Hà Lan: Bataafse Republiek; tiếng Pháp: République Batave) là nước thừa kế của Cộng hòa Bảy Hợp Chúng quốc Hà lan. Quốc gia thành lập vào ngày 19 tháng 1 năm 1795 và diệt vong vào ngày 05 tháng 6 năm 1806, khi Louis I lên ngôi vua Hà Lan. Từ tháng 10 năm 1801 trở đi, người ta gọi nước này là Thịnh vượng chung Batavia (tiếng Hà Lan: Bataafs Gemenebest). Cả hai cái tên xuất phát từ tên của một bộ lạc Giéc-man là Batavi, đại diện cho nhân dân Hà Lan và nhiệm vụ cổ xưa của họ là mang lại tự do trong truyền thuyết dân tộc.